# Canton du Val d'Oingt
Le canton du Val d'Oingt, précédemment appelé canton du Bois-d'Oingt, est une circonscription électorale française située dans le département du Rhône, en région Auvergne-Rhône-Alpes.

## Histoire
À la suite du redécoupage cantonal de 2014, les limites territoriales du canton sont remaniées. Le nombre de communes du canton passe de 18 à 27.
À la suite du décret du 5 mars 2020, le canton prend le nom de son bureau centralisateur, Val d'Oingt.

## Représentation

### Conseillers généraux de 1833 à 2015 (canton du Bois-d'Oingt)
| Période | Période           | Identité                                    | Étiquette                | Qualité                                                                                                   |
| ------- | ----------------- | ------------------------------------------- | ------------------------ | --- |
| 1833    | 1836              | Jean Claude Luc Frédéric Rouast (1780-1839) |                          | Ancien juge de paix au Bois-d'Oingt Maire de Moiré                                                        |
| 1836    | 1848 (décès)      | Pierre Elleviou                             |                          | Propriétaire, rentier à Ternand                                                                           |
| 1848    | 1870              | Lucien Chavanis                             |                          | Propriétaire, maire de Frontenas, conseiller d'arrondissement                                             |
| 1870    | 1871              | Jean-Baptiste Perret                        |                          | Maire de Chessy                                                                                           |
| 1871    | 1874 (annulation) | Jean-Marie Laverrière (1818-1883)           | Républicain              | Propriétaire et vétérinaire à Theizé                                                                      |
| 1874    | 1894 (décès)      | Antoine Lassalle                            | Républicain              | Propriétaire, rentier à Châtillon-d'Azergues                                                              |
| 1895    | 1903 (décès)      | Anatole Bedin (1845-1903)                   | Libéral                  | Propriétaire à Ville-sur-Jarnioux                                                                         |
| 1903    | 1910              | Jean Goujon                                 | Républicain Modéré       | Maire du Bois-d'Oingt, conseiller d'arrondissement                                                        |
| 1910    | 1931 (décès)      | Robert Lacroix                              | Rad.                     | Viticulteur Maire de Theizé (1904-1931) Sénateur (1927-1931)                                              |
| 1931    | 1937 (décès)      | Claude Chavand                              | Rad.                     | Maire de Saint-Laurent-d'Oingt                                                                            |
| 1937    | 1940              | Louis Pradel                                | RG                       | Expert en assurances automobiles Maire de Saint-Vérand, conseiller d'arrondissement (futur maire de Lyon) |
|         |                   |                                             |                          | |
| 1945    | 1967              | Claude Ramet (1898-1977)                    | Rad.                     | Cultivateur Maire de Theizé (1944-1971)                                                                   |
| 1967    | 1998              | Claude Rouet (1920-2007)                    | Rad. puis DVD            | Négociant en vins Maire d'Oingt (1965-1995)                                                               |
| 1998    | 2015              | Charles Bréchard                            | UDF puis NC puis FED-UDI | Viticulteur Maire de Chamelet (2001-2014) Vice-président du Conseil général                               |

### Conseillers d'arrondissement (de 1833 à 1940)
| Période                                  | Période | Identité                         | Étiquette                | Qualité |
| ---------------------------------------- | ------- | -------------------------------- | ------------------------ | --- |
| 1833                                     | 1836    | M. Michallet                     |                          | Ancien avocat, propriétaire au Bois-d'Oingt                                                                 |
| 1836                                     | 1848    | Lucien Chavanis                  |                          | Propriétaire à Frontenas                                                                                    |
|                                          |         |                                  |                          | |
| 1892                                     | 1901    | Jean-Claude Périgeat (1829-1914) | Républicain              | Pâtissier à Lyon puis rentier, maire de Saint-Laurent-d'Oingt                                               |
| 1901                                     | 1903    | Jean Goujon                      | Modéré                   | Maire du Bois-d'Oingt                                                                                       |
| 1903                                     | 1913    | Jean Marie Décours               | Républicain progressiste | Maire de Légny                                                                                              |
| 1913                                     | 1919    | Claude Marie Chatelus            | Radical                  | Viticulteur, maire de Saint-Laurent-d'Oingt                                                                 |
| 1919                                     | 1931    | Claude Chavand                   | Radical                  | Maire de Saint-Laurent-d'Oingt                                                                              |
| 1931                                     | 1934    | Lucien Granjard                  | Radical                  | Maire de Saint-Laurent-d'Oingt                                                                              |
| 1934                                     | 1937    | Louis Pradel                     | Républicain              | Maire de Saint-Vérand                                                                                       |
| 1937                                     | 1940    | Lucien Granjard                  | Radical                  | Maire de Saint-Laurent-d'Oingt                                                                              |
| 1940                                     |         |                                  |                          | Les conseils d'arrondissement ont été suspendus par la loi du 12 octobre 1940 et n'ont jamais été réactivés |
| Les données manquantes sont à compléter. |         |                                  |                          | |

### Conseillers départementaux depuis 2015 (canton du Val d'Oingt)
| Période élective | Période élective | Mandat | Mandat   | Identité               | Nuance | Nuance | Qualité                                         |
| ---------------- | ---------------- | ------ | -------- | ---------------------- | ------ | ------ | ----------------------------------------------- |
| 2015             | 2021             | 2015   | 2021     | Antoine Duperray       |        | DVD    | Ancien viticulteur, ancien maire de Oingt       |
| 2015             | 2021             | 2015   | 2021     | Martine Publié         |        | LR     | Conseillère municipale de Saint-Germain-Nuelles |
| 2021             | 2028             | 2021   | en cours | Martine Publié         |        | LR     | Conseillère sortante                            |
| 2021             | 2028             | 2021   | en cours | Christian Vivier-Merle |        | LR     | Agriculteur, maire de Theizé                    |

### Résultats détaillés

#### Élections de mars 2015
À l'issue du 1er tour des élections départementales de 2015, deux binômes sont en ballottage : Antoine Duperray et Martine Publié (UMP, 27,87 %) et Corinne Gouttenoir et Michel Sokoloff (FN, 25,04 %). Le taux de participation est de 52,46 % (10 783 votants sur 20 556 inscrits) contre 48,95 % au niveau départemental et 50,17 % au niveau national.
Au second tour, Antoine Duperray et Martine Publié  (UMP) sont élus avec 67,98 % des suffrages exprimés et un taux de participation de 51,26 % (6 277 voix pour 10 536 votants et 20 555 inscrits).

#### Élections de juin 2021
Le premier tour des élections départementales de 2021 est marqué par un très faible taux de participation (33,26 % au niveau national). Dans le canton du Val d'Oingt, ce taux de participation est de 36,03 % (7 990 votants sur 22 173 inscrits) contre 32,35 % au niveau départemental. À l'issue de ce premier tour, deux binômes sont en ballottage : Martine Publie et Christian Vivier-Merle (LR, 38,99 %) et Ariane Aubonnet et Pascal Terrier (Union à gauche avec des écologistes, 33,39 %).
Le second tour des élections est marqué une nouvelle fois par une abstention massive équivalente au premier tour. Les taux de participation sont de 34,36 % au niveau national, 33,07 % dans le département et 36,14 % dans le canton du Val d'Oingt. Martine Publie et Christian Vivier-Merle (LR) sont élus avec 59,52 % des suffrages exprimés (4 535 voix pour 8 015 votants et 22 176 inscrits),,. 

## Composition

### Composition avant 2015
Le canton comptait dix-neuf communes.
| Nom                         | Code Insee | Codepostal | Superficie (km2) | Population (dernière pop. légale) | Densité (hab./km2) |
| --------------------------- | ---------- | ---------- | ---------------- | --------------------------------- | ------------------ |
| Le Bois-d'Oingt (chef-lieu) | 69024      | 69620      | 5,13             | 2 287 (2012)                      | 446                |
| Bagnols                     | 69017      | 69620      | 7,35             | 656 (2012)                        | 89                 |
| Chamelet                    | 69039      | 69620      | 14,43            | 649 (2012)                        | 45                 |
| Châtillon                   | 69050      | 69380      | 10,71            | 2 192 (2012)                      | 205                |
| Chessy                      | 69056      | 69380      | 4,55             | 1 824 (2012)                      | 401                |
| Frontenas                   | 69090      | 69620      | 3,42             | 812 (2012)                        | 237                |
| Jarnioux                    | 69101      | 69640      | 4,20             | 619 (2012)                        | 147                |
| Le Breuil                   | 69026      | 69620      | 5,63             | 452 (2012)                        | 80                 |
| Légny                       | 69111      | 69620      | 3,97             | 650 (2012)                        | 164                |
| Létra                       | 69113      | 69620      | 14,64            | 947 (2012)                        | 65                 |
| Moiré                       | 69134      | 69620      | 2,03             | 199 (2012)                        | 98                 |
| Oingt                       | 69146      | 69620      | 3,92             | 640 (2012)                        | 163                |
| Saint-Germain-Nuelles       | 69208      | 69210      | 8,54             | 2 068 (2012)                      | 242                |
| Saint-Laurent-d'Oingt       | 69222      | 69620      | 9,05             | 824 (2012)                        | 91                 |
| Saint-Vérand                | 69239      | 69620      | 17,58            | 1 111 (2012)                      | 63                 |
| Sainte-Paule                | 69230      | 69620      | 7,50             | 337 (2012)                        | 45                 |
| Ternand                     | 69245      | 69620      | 10,75            | 715 (2012)                        | 67                 |
| Theizé                      | 69246      | 69620      | 11,89            | 1 088 (2012)                      | 92                 |
| Ville-sur-Jarnioux          | 69265      | 69640      | 10,11            | 807 (2012)                        | 80                 |

### Composition depuis 2015
Lors du redécoupage de 2014, le canton comprenait 28 communes entières.
À la suite de la création des communes nouvelles de Porte des Pierres Dorées, par regroupement entre Liergues et Pouilly-le-Monial, et de Val d'Oingt, par regroupement entre Oingt, Le Bois-d'Oingt et Saint-Laurent-d'Oingt, au 1er janvier 2017, le canton comprend désormais vingt-trois communes entières.
| Nom                                 | Code Insee | Intercommunalité                 | Superficie (km2) | Population (dernière pop. légale) | Densité (hab./km2) | Modifier                                    |
| ----------------------------------- | ---------- | -------------------------------- | ---------------- | --------------------------------- | ------------------ | ------------------------------------------- |
| Val d'Oingt (bureau centralisateur) | 69024      | CC Beaujolais Pierres Dorées     | 18,10            | 4 143 (2022)                      | 229                | modifier les données · modifier les données |
| Alix                                | 69004      | CC Beaujolais Pierres Dorées     | 3,61             | 772 (2022)                        | 214                | modifier les données · modifier les données |
| Bagnols                             | 69017      | CC Beaujolais Pierres Dorées     | 7,35             | 758 (2022)                        | 103                | modifier les données · modifier les données |
| Belmont-d'Azergues                  | 69020      | CC Beaujolais Pierres Dorées     | 1,51             | 717 (2022)                        | 475                | modifier les données · modifier les données |
| Le Breuil                           | 69026      | CC Beaujolais Pierres Dorées     | 5,63             | 528 (2022)                        | 94                 | modifier les données · modifier les données |
| Bully                               | 69032      | CC du Pays de L'Arbresle         | 12,59            | 2 144 (2022)                      | 170                | modifier les données · modifier les données |
| Chamelet                            | 69039      | CC Beaujolais Pierres Dorées     | 14,43            | 703 (2022)                        | 49                 | modifier les données · modifier les données |
| Charnay                             | 69047      | CC Beaujolais Pierres Dorées     | 7,06             | 1 031 (2022)                      | 146                | modifier les données · modifier les données |
| Châtillon                           | 69050      | CC Beaujolais Pierres Dorées     | 10,71            | 2 184 (2022)                      | 204                | modifier les données · modifier les données |
| Chessy                              | 69056      | CC Beaujolais Pierres Dorées     | 4,55             | 2 058 (2022)                      | 452                | modifier les données · modifier les données |
| Cogny                               | 69061      | CA Villefranche Beaujolais Saône | 5,83             | 1 198 (2022)                      | 205                | modifier les données · modifier les données |
| Frontenas                           | 69090      | CC Beaujolais Pierres Dorées     | 3,42             | 905 (2022)                        | 265                | modifier les données · modifier les données |
| Légny                               | 69111      | CC Beaujolais Pierres Dorées     | 3,97             | 699 (2022)                        | 176                | modifier les données · modifier les données |
| Létra                               | 69113      | CC Beaujolais Pierres Dorées     | 14,64            | 907 (2022)                        | 62                 | modifier les données · modifier les données |
| Moiré                               | 69134      | CC Beaujolais Pierres Dorées     | 2,03             | 243 (2022)                        | 120                | modifier les données · modifier les données |
| Porte des Pierres Dorées            | 69114      | CC Beaujolais Pierres Dorées     | 13,33            | 4 079 (2022)                      | 306                | modifier les données · modifier les données |
| Saint-Germain-Nuelles               | 69208      | CC du Pays de L'Arbresle         | 8,54             | 2 252 (2022)                      | 264                | modifier les données · modifier les données |
| Saint-Jean-des-Vignes               | 69212      | CC Beaujolais Pierres Dorées     | 2,57             | 472 (2022)                        | 184                | modifier les données · modifier les données |
| Saint-Vérand                        | 69239      | CC Beaujolais Pierres Dorées     | 17,58            | 1 147 (2022)                      | 65                 | modifier les données · modifier les données |
| Sainte-Paule                        | 69230      | CC Beaujolais Pierres Dorées     | 7,50             | 330 (2022)                        | 44                 | modifier les données · modifier les données |
| Ternand                             | 69245      | CC Beaujolais Pierres Dorées     | 10,75            | 747 (2022)                        | 69                 | modifier les données · modifier les données |
| Theizé                              | 69246      | CC Beaujolais Pierres Dorées     | 11,89            | 1 293 (2022)                      | 109                | modifier les données · modifier les données |
| Ville-sur-Jarnioux                  | 69265      | CA Villefranche Beaujolais Saône | 10,11            | 820 (2022)                        | 81                 | modifier les données · modifier les données |
| Canton du Val d'Oingt               | 6904       |                                  | 197,70           | 30 130 (2022)                     | 152                | modifier les données                        |

## Démographie

### Démographie avant 2015
| 1962  | 1968  | 1975  | 1982   | 1990   | 1999   | 2006   | 2011   | 2012   |
| ----- | ----- | ----- | ------ | ------ | ------ | ------ | ------ | ------ |
| 8 297 | 8 591 | 9 583 | 11 008 | 12 340 | 14 139 | 15 367 | 16 766 | 16 809 |

### Démographie depuis 2015
En 2022, le canton comptait 30 130 habitants, en évolution de +4,27 % par rapport à 2016 (Rhône : +4,34 %, France hors Mayotte : +2,11 %).
| 2013   | 2018   | 2022   |
| ------ | ------ | ------ |
| 28 064 | 29 374 | 30 130 |